# Aksaray (Istanbul)
Aksaray (türkisch für weißer Palast) ist ein Viertel des Istanbuler Stadtteils Fatih.

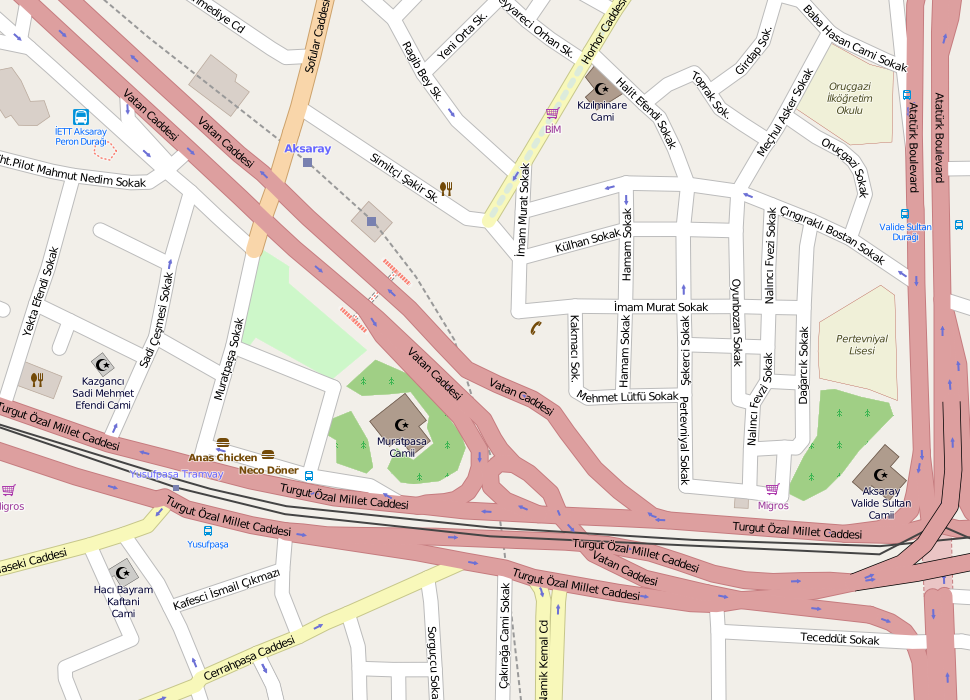
Überblickskarte

Aksaray ist ein Stadtteil Istanbuls. Er liegt zwischen Fatih im Osten und Eminönü nahe dem Westrand des alten Konstantinopel. Namensgebend waren die Bewohner aus dem anatolischen Aksaray, die im 16. Jahrhundert hierher umgesiedelt wurden. Stark von Stadtbränden betroffen wurde der marginalisierte Stadtteil von Verkehrsplanungen seit den 1950er Jahren in Mitleidenschaft gezogen, die ausschließlich im Interesse der übergreifenden Metropole Istanbul lagen. Die in den 1950er Jahren entstandenen Verkehrsachsen Vatan Caddesi und Millet Caddesi kreuzen sich in Aksaray. Das Viertel ist seit den frühen 1870er Jahren an den öffentlichen Nahverkehr angeschlossen und besitzt eine Straßenbahnhaltestelle.

## Geschichte

### Spätantike, Byzanz: Forum Bovis
In der Antike lag das (erst sehr viel später so genannte) Forum Bovis, der ‚Ochsenplatz‘ oder ‚Ochsenmarkt‘, ein wohl im 4. Jahrhundert entstandener Platz von 250 mal 300 m Fläche, an einem der beiden Arme, in die sich die Mese teilte, die Hauptstraßenachse in Ost-West-Richtung der Hauptstadt. Dabei ist der Platz nicht mit dem Forum Tauri, dem Stierplatz, zu verwechseln.
Nach Klaus Kreiser hieß der Platz im Lykos-Tal in römischer Zeit Philadelphion, für Raymond Janin hingegen waren dies verschiedene Plätze. Nach Ernest Mamboury war das Forum Bovis noch in den 1950er Jahren als leere Fläche zu erkennen, die im Norden von hohen Terrassen begrenzt war. Das Forum deutet sich in den Stadtplänen des 19. Jahrhunderts nicht mehr als Platz, sondern nur noch im Zusammenlaufen zweier Hauptstraßen an. Joseph von Hammer-Purgstall nahm 1822 an, dass das „Forum bovis“ „auf dem Platze der Cisterne Bodrun dschamissi“ gelegen habe, einer der großen Zisternen, die der Wasserversorgung der Hauptstadt des Osmanischen Reiches dienten.
1956 entdeckte man beim Bau zweier Hauptstraßen, der Millet und der Vatan Caddesi, zwei 2 m hohe Säulen vor der Südwand der Murat-Pascha-Moschee. Auf dem Forum standen eine Statue Kaiser Konstantins und seiner Mutter Helena sowie ein silbernes Kreuz. Letzteres sollte, so glaubte man im 13. Jahrhundert, an die legendäre Auffindung des Kreuzes, an dem Jesus hingerichtet worden war, erinnern, von dem Helena ihrem Sohn aus Jerusalem ein Drittel hatte nach Konstantinopel senden lassen. Folgt man Sokrates Scholastikos, so erinnerte es an den Kampf um die Stadt, bei dem angeblich 20.000 Heiden ums Leben kamen, woraufhin auf dem Platz, auf dem Konstantins Armee lagerte, ein Silberkreuz aufgestellt wurde.
Auf dem Forum, das als Viehmarkt diente, fanden Hinrichtungen in der Form von Verbrennungen in einem ursprünglich aus Pergamon stammenden Ochsenkopf statt, der zeitweise auf dem Hippodrom gestanden hatte. So wurde Stephan von Persien, der Hauptsteuereintreiber unter Kaiser Justinian II., dort verbrannt, wie Nikephoros I. und Theophanes berichten. Zahlreiche Heiligenlegenden berichten von entsprechenden Martyrien, etwa der heiligen Theodosia. Gleichzeitig führten zentrale, staatlich organisierte Prozessionen unter Entfaltung größtmöglicher öffentlicher Pracht entlang der Mese über den Platz.

### Osmanen: Neubesiedlung, Moscheebauten, Militärbezirk

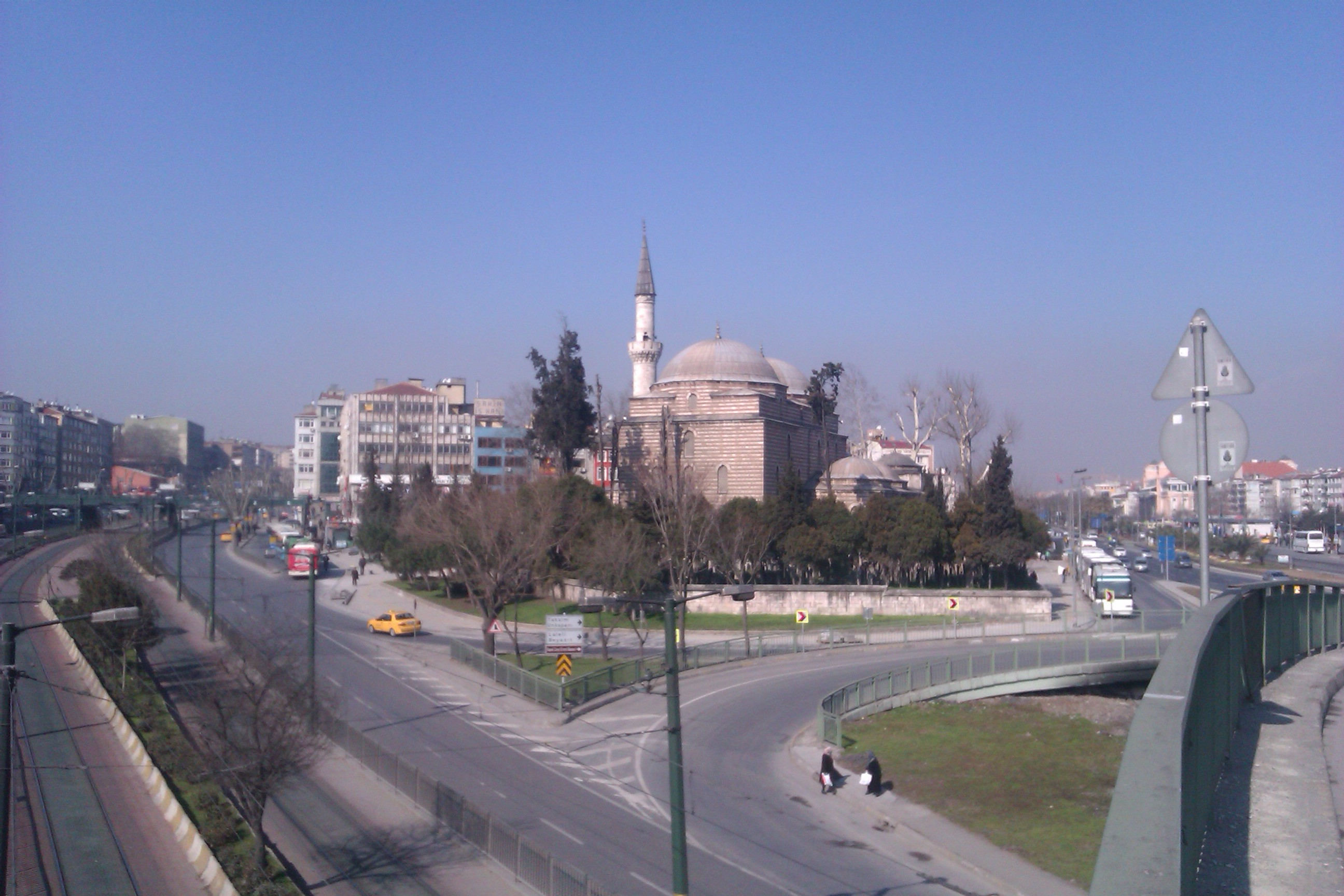
Die 1466 errichtete Murat Paşa Camii

Nach der Eroberung durch die Osmanen im Jahr 1453 wurden in Aksaray – der Mangel an Quellen zu diesem Quartier könnte ein Anzeichen sein, dass sich dort keinerlei bewohnbare Strukturen mehr befanden – Bewohner aus der zentralanatolischen Stadt gleichen Namens angesiedelt.
Ab 1466 ließ Murat Pascha († 1472) – er war ein zum Islam übergetretener Angehöriger der Paläologenfamilie, der unter Mehmet Fatih Wesir wurde – die nach ihm benannte Moschee errichten, die Murat Paşa Camii. Sie bewahrt noch den für frühosmanische Moscheen typischen t-förmigen Grundriss. Ihre Säulen stammen aus antiken Gebäuden. 1531 entstand auf Anordnung von Roxelane, der Lieblingsfrau Sultan Süleymans I., weiter westlich eine weitere Moschee, die Haseki Camii. Da Moscheen grundsätzlich eine külliye (türk. Imamet), also Moscheebezirke mit Schulen, Krankenhäusern und weiteren Einrichtungen bildeten, entstand damit auch eine Krankenstation, aus der das heutige Krankenhaus hervorging. Die Ansiedlung einer Tekke, des Zentrums einer Sufi-Bruderschaft, unter Sultan Bayezid II., das nach dem Gründer Hindĩler genannt wurde, scheiterte allerdings daran, dass es dem Gründer nicht gelang, einen geeigneten Nachfolger zu finden und damit für Kontinuität zu sorgen. Der Sinan-Schüler Davut Ağa, der 1599 an der Pest starb, baute wiederum mit der Cerrah Paşa Camii für den namensgebenden Palastchirurgen Cerrah Pascha 1593 eine Moschee mit quadratischem Grundriss. Schließlich entstand die Fenari İsa Camisi, zuvor eine byzantinische Doppelkirche, die den Palaiologen als Grablege gedient hatte.
Neben den Moscheen entstand in Aksaray die zweite Janitscharenkaserne der Stadt, die als Yeni Odalar bezeichnet wurde (Neue Regimenter). Von den geschlachteten Tieren, die jeden Morgen von den Schlachtereien drei Kilometer westlich, außerhalb der Stadt, zu den Kasernen gebracht wurden, stammt der Name, den das alte Forum Bovis erhielt: Meydan-i Lahm oder Etmeydanı, ‚Fleischplatz‘. Durch diese Straße zog am 22. August 1782 der schlimmste Großbrand, der große Teile der Stadt zerstörte. Er hatte seinen Ausgang am Goldenen Horn genommen und drei Tage und Nächte gewütet.

### Großbrände, Umbaupläne nach westlichem Vorbild
1856 zerstörte ein Großbrand weite Teile Aksarays. Dabei wurden mehr als 650 Gebäude vernichtet. Diese massive Zerstörung war für die Stadtentwicklung insgesamt von erheblicher Bedeutung, da nach der Katastrophe erstmals eine Bestandsaufnahme erstellt und ein systematischer Neuaufbau beschlossen wurde. Dies gilt als Wendepunkt in der Baugeschichte der Metropole. Planung und Ausführung sollte der italienische Architekt Luigi Storari übernehmen. Die engen, verwinkelten Gassen sollten durch breitere, gerade Straßen ersetzt werden. Dort, wo die Nord-Süd-Straße, die das Goldene Horn mit Yenikapı verband, und die West-Ost-Verbindung, die Aksaray Caddesi, sich kreuzten, entstand ein Platz nach europäischem Vorbild. Zugleich wurden die zahlreichen Sackgassen beseitigt, die Aksaray Caddesi, die wichtigste Verkehrsachse des Quartiers, auf 9,5 m verbreitert. Mit diesen, vielfach an Paris orientierten Veränderungen wurde ein Prozess eingeläutet, der ganz Istanbul bis heute verändert.
Am 18. und 19. September 1865 zerstörte das größte Feuer der Istanbuler Geschichte weite Teile der Altstadt binnen 32 Stunden. 1868 entstand im Quartier ein Waisenhaus. Noch 1879 standen viele der schwer beschädigten Häuser leer. Diese Katastrophe verstärkte den Trend zu breiten, für Feuerwehr und Polizei zugänglichen Straßen sowie zum Wechsel von Holz zu Stein als Baumaterial für die Häuser. 1869 sollten vier Hauptwege entstehen: einer vom Goldenen Horn, genauer gesagt vom Fuß der Unkapanı-Brücke, nach Ortaköy, ein zweiter von Aksaray in einem langen Bogen über die älteste Kernstadt nach Eminönü, ein dritter von Aksaray zum Goldenen Tor (Yedikule) und ein vierter von Aksaray westwärts bis zum Topkapı, einem Stadttor in der Theodosianischen Mauer. Bis auf die Verbindung zum Goldenen Horn waren diese Achsen bis 1896 mit Straßenbahnen versehen, Eminönü-Aksaray fuhr bereits seit 1872 – mit Pferdeantrieb. Zum Bau dieser Straßenbahn, die in beide Richtungen verkehren sollte, wurde die Straße verbreitert, was mit dem Abriss zahlreicher Häuser einherging.
In neogotischem Stil entstand bis 1873 die Pertevniyal Valide Sultan Camii als eine der beiden Moscheen unter Sultan Abdülaziz. Sie wurde später als Beispiel für eine neo-türkische-Schule zitiert, von anderen als „hässlich“ und weder arabisch, noch türkisch, noch gotisch diffamiert.
Am 23. und 24. Juli 1911 traf den Stadtteil eine weitere Feuersbrunst, die diesmal 2400 Häuser zerstörte. Zerstört wurden darüber hinaus etwa 3000 Geschäfte, 15 Bäckereien, 16 Moscheen, drei öffentliche Bäder und zwei Schulen. Nun sollte nach Plänen des Franzosen André Auric eine 50 m breite Straße Aksaray mit Yenikapı verbinden.

### Straßenbau, Marginalisierung
Der Bau der großen Verkehrsachsen, der Ordu, Vatan (1957 mit einer Breite von 60 m eröffnet) und Millet, brachte Aksaray ins Zentrum des Autoverkehrs der wachsenden Metropole. Dabei wurde die Ost-West-Verbindung in den 1950er Jahren auf einer Breite von 30 m fertiggestellt. Mehrere Häuserblöcke wurden vollständig abgerissen. Hinzu kam die Anbindung des Stadtteils über den Atatürk-Boulevard.
Um 1954 galt Aksaray als „billigster“ Stadtbezirk, was wiederum viele verarmte Migranten anzog. Mit der massiven Zunahme der Zuwanderung ab den 1960er Jahren wurde Aksaray vielfach von Roma, Kurden, Iranern, Afghanen, Afrikanern und Einwohnern von Bangladesch aufgesucht. Der Stadtteil wurde zur Durchgangsstation für Flüchtlinge auf dem Weg nach Europa, so dass hier zahllose Hotels entstanden. Doch in den 1990er Jahren begann die türkische Regierung die Migration restriktiver zu behandeln. So blieben viele der Flüchtlinge, nunmehr auch aus dem Nahen Osten, länger in der Stadt als geplant. Der Menschenhandel, aber auch der mit Drogen nahm zu, ebenso wie die Prostitution.

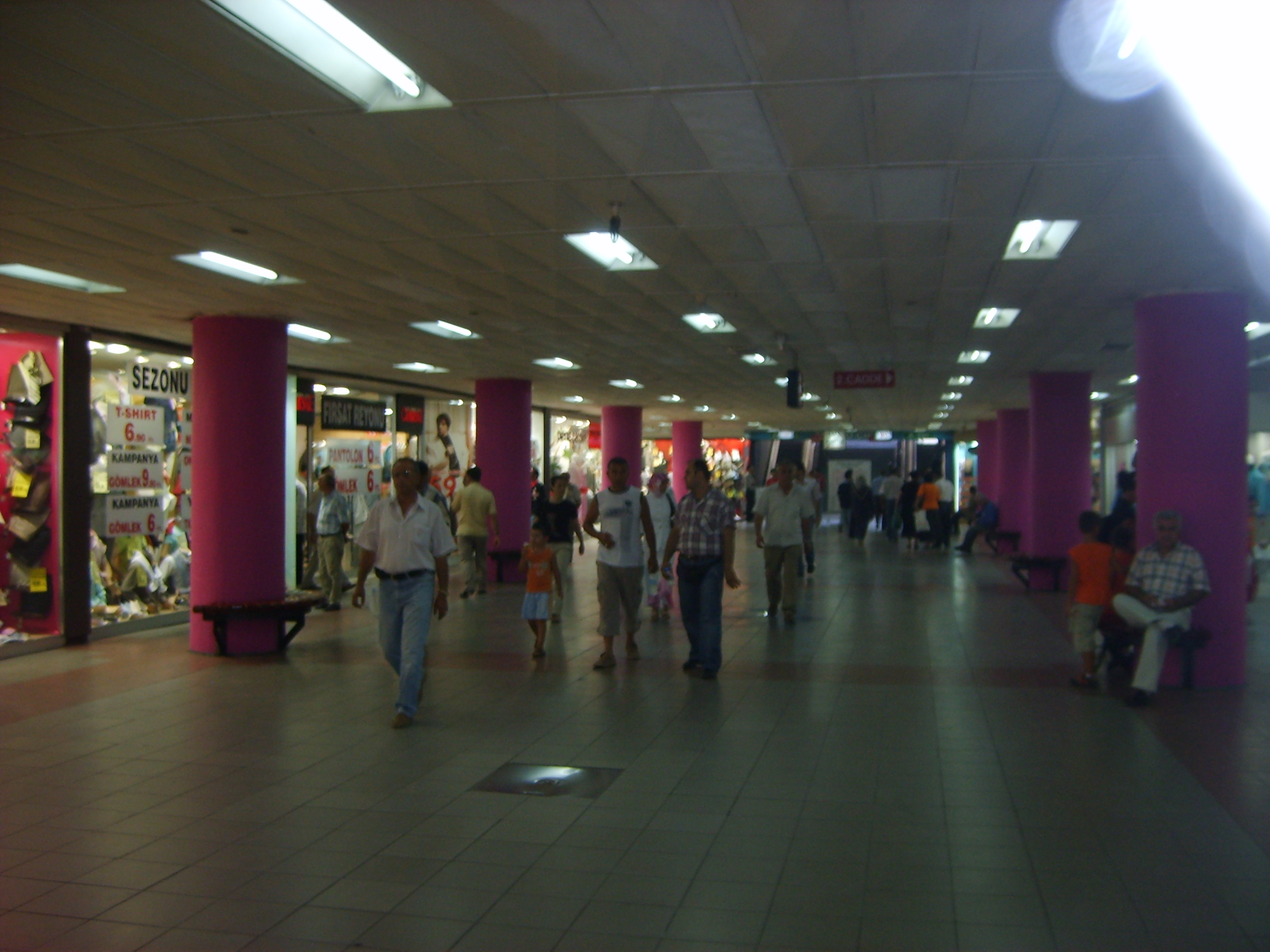
Die unterirdische Einkaufspassage von Aksaray

Zugleich wuchs die industrielle Produktion, etwa die von Lastkraftwagen, die 1958 in der Türkei begann und mit der Gründung der Mercedes-Benz Türk 1967 einen Aufschwung nahm, die Busse produzierte. Die Daimler-Benz AG besaß 36 % der Anteile, Mengerler Ticaret 32 und Has Otomotiv ebenfalls 32 %. Insgesamt nahm der motorisierte Verkehr, vor allem der Autoverkehr drastisch zu. Während die Einwohnerzahl Istanbuls zwischen 1955 und 1960 von 1,3 auf 1,5 Millionen anstieg, verdoppelte sich die Zahl der Autos von 17.000 auf 35.000, vergleichsweise geringe Zahlen, die bald stark anstiegen. In Aksaray entstand eine unterirdische Einkaufspassage (türk. Yeraltı Çarşısı), hinzu kamen Bars und Diskotheken. Die Tramvay und die Hafif Metro haben in Aksaray eine Haltestation. Eine Station weiter liegt Yenikapı, von wo seit je her Fähren in den asiatischen Teil Istanbuls verkehren.

## Persönlichkeiten
- Levon Panos Dabağyan (1933–2017), türkisch-armenischer Schriftsteller